# Lauda (lied)
De lauda was een religieus lied, populair in Italië tijdens de middeleeuwen en de vroege renaissance. 
Deze werken gebruiken de ballatavorm: een strofe van variërende lengte, gevolgd door een refrein van twee regels. Ze werden meestal gemaakt voor broederschappen van leken. Jacopene da Todi (1230-1306) is waarschijnlijk de vroegste componist van de lauda. Hij initieerde de vorm, en zijn opvolgers perfectioneerden de stijl en maakten de lauda steeds dramatischer; ook werden dialoog en actie steeds belangrijker. De lauda evolueerde op deze manier tot het Italiaanse equivalent van het mysteriespel, of de sacra rappresentazione (heilige vertegenwoordiging). Aan het begin van de renaissance verloren deze spelen aan populariteit, maar hun invloed bleef, vooral op de seculiere en de neoklassieke drama's die hen vervingen. Ook tijdens de renaissance werden meerdere lauda's geschreven, maar deze hadden geen religieuze bedoeling. Ze werden teksten voor muzikale opvoeringen en werden uitgevoerd door individuele kunstenaars.